# 美敦力
美敦力公司（英語：Medtronic plc），简称美敦力（英語：Medtronic），总部设于美国明尼苏达州的明尼阿波利斯，是世界最大的医疗科技公司之一，主要为慢性疾病患者提供终身治疗方案。在2011年财富500强企业排名158。

## 历史
美敦力由Earl Bakken和他的姐夫Palmer Hermundslie在1949年于明尼阿波利斯创立。在刚开始的时候，美敦力是一家医疗器械维修公司。Bakken为了经营公司而辍学。公司的主打产品是其发明并推广的心脏起搏器。在90年代之前，这是公司的主要产品。在九十年代之后，公司进行了产品和市场的多样化经营，从而经历了一个高速发展期。
2015年1月27日美敦力，成功以499億美元（現金+股票）完成收購全球醫療保健領先者愛爾蘭柯惠醫療（Covidien Plc）
2017年4月5日美敦力，以61億美元出售患者护理、深静脉血栓和营养缺乏 (Patient Care, Deep Vein Thrombosis and Nutritional Insufficiency)業務給卡地納健康集團(Cardinal Health)
2018年9月20日美敦力以16.4億美元收購以色列骨科機器人公司Mazor Robotics

## 争议
2018年1月，据媒体报道和网友举报，美敦力网站的“国家”选项中，有“中华民国（TAIWAN）”字样，并与其他国家并列，后经上海市网信办确认情况属实。1月12日，上海市网信办向网站运营主体美敦力（上海）管理有限公司发出整改通知书，责令网站立即更改违法违规内容，并于当晚18时前在官方网站刊发致歉声明。事发后，美敦力在官方网站上发布致歉信息。声明称，該公司「完全理解中國政府在相關領土問題上的立場，並對引起公眾誤解表示誠懇道歉」。声明還稱，涉及的頁面是網站的導航工具，出於業務需要，方便來自不同區域、不同語言的瀏覽者可快速找到相關訊息。目前“中华民国（TAIWAN）”字样已经修改为“台灣地區（Taiwan）”。